# Halorhabdus
Genre
Espèces de rang inférieur
- Halorhabdus tiamatea
- Halorhabdus utahensis

Halorhabdus est un genre d'archées halophiles de la famille des Halobacteriaceae. Il s'agit de microorganismes motiles à Gram négatif qui forment des colonies circulaires rouges. Ils se développent à une température de 17 à 55 °C, avec un optimum autour de 50 °C, et à pH compris entre 5,5 et 8,5, avec un optimum entre 6,7 et 7,1. Très halophiles, ils se développent idéalement dans une salinité de 27 %. Ils n'utilisent qu'un nombre restreint de nutriments pour leur développement, essentiellement du glucose, du fructose et du xylose, mais n'utilisent pas l'extrait de levure, le peptone, les acides organiques, les acides aminés, les alcools, le glycogène et l'amidon. Les cellules des différentes espèces d’Halorhabdus présentent des morphologies très variables, allant du coque ou de l'ellipsoïde irrégulier à une géométrie triangulaire en passant par des formes en massue ou en bâtonnets.